# Petar de Riboldis
Petar de Riboldis, gotički kipar, porijeklom iz Bessane kod Milana.
Spominje se u Zadru između 1432. i 1433., gdje je izradio veliki poliptih za glavni oltar franjevačke crkve Sv. Marije Velike. Pomoćnik mu je bio Venceslav iz Njemačke. Navedeni poliptih pozlatio je slikar Dujam Marinov Vušković.
Poliptih je doživio nesretnu sudbinu da je rastavljen na dijelove. Reljef Stigmatizacija sv. Franje dospio je u crkvu paškog staroga grada, dok je reljef Krunjenje Bogorodice ostao u franjevačkoj crkvi u Zadru. 
Pripisuje mu se gotička skulptura sv. Kristofora u rapskoj katedrali. 